# Carnaval au Brésil

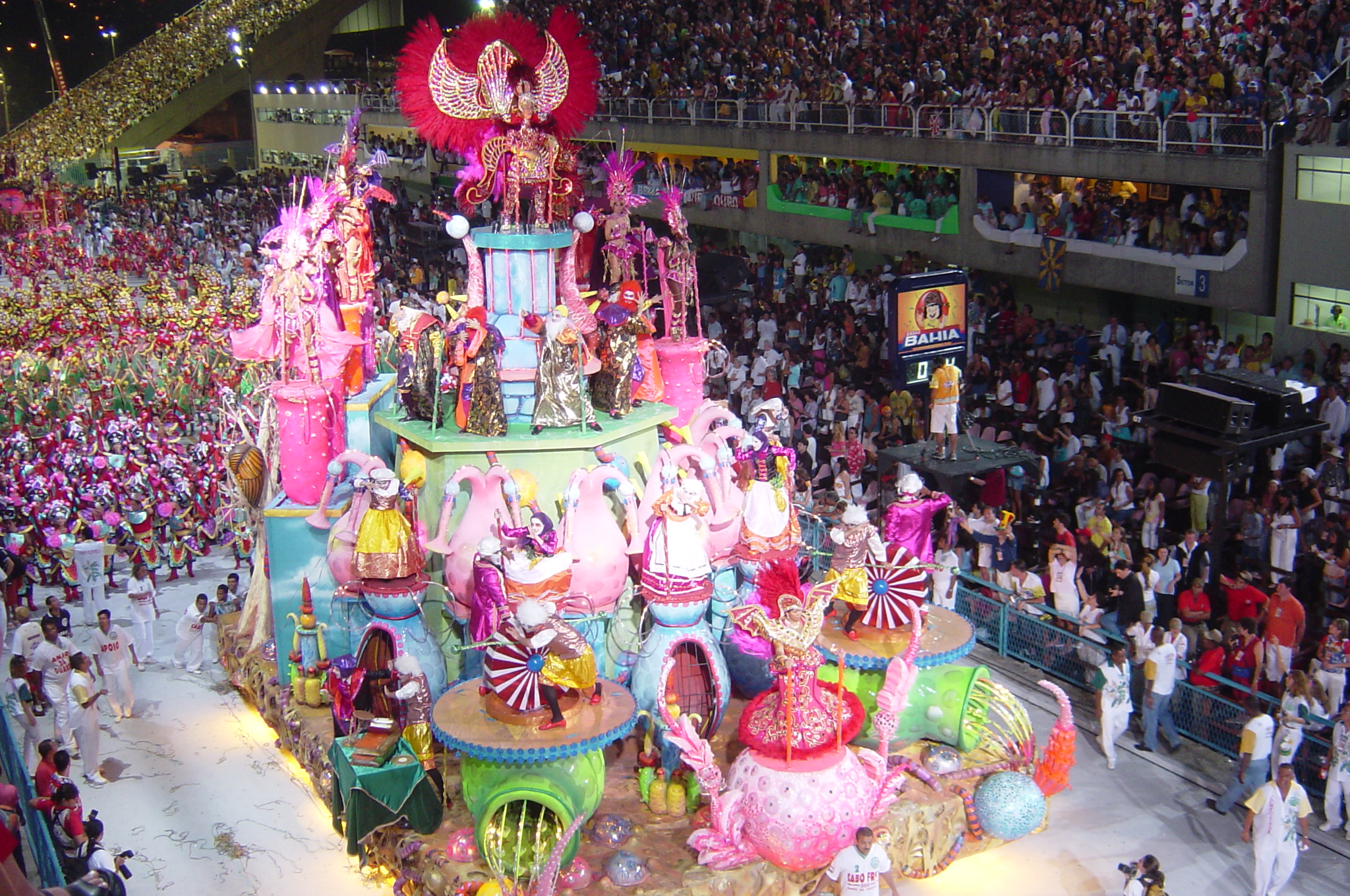
Défilé dans le sambodrome de Rio de Janeiro en 2014, à l'occasion du carnaval.

Le carnaval est au Brésil la plus grande fête populaire du pays. Il se tient durant les quatre jours précédant le mercredi des Cendres (le début du Carême). Les Brésiliens l'appellent communément le « plus grand spectacle du monde ».
L'industrie du carnaval, nom donné à l'ensemble des activités de production de costumes, accessoires et matériaux pour chars, a généré environ 6,5 milliards de reais et généré plus de 20 000 emplois en 2018. Les écoles de samba dépensent à elles seules environ 100 M reais en matières premières — sans compter les salaires et les services — pour aménager leur terrain sur l'avenue.

## Histoire

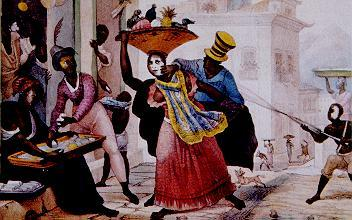
Le carnaval remonte à la tradition portugaise catholique et a été repris par les Afro-Brésiliens au XIXe siècle. Lithographie de Jean Baptiste Debret vers 1826.

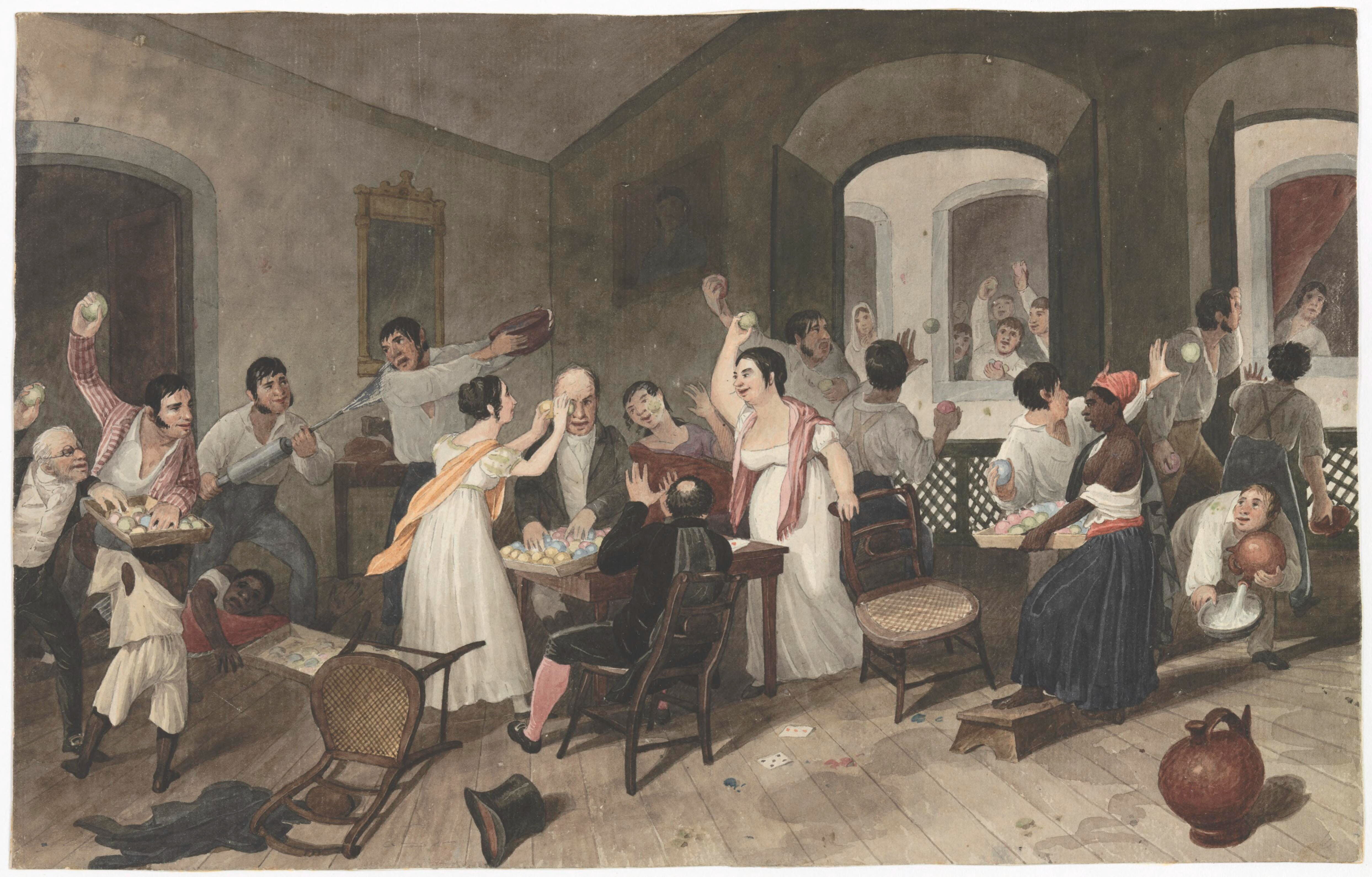
Jeux pendant le mardi gras à Rio de Janeiro, aquarelle d'Augustus Earle, vers 1822.

Au Brésil, la première mention du mardi gras, une ancienne fête lusitanienne célébrée dans les trois jours précédant le début du Carême, a lieu en 1533 avec l'arrivée des premiers colons portugais dans la capitainerie de Pernambuco, dans le Brésil colonial,,. La célébration de l'acclamation de Jean VI, en 1641, promue par le gouverneur Martim Correia de Sá, à Rio de Janeiro, est également considérée comme un précurseur du carnaval brésilien. À Rio de Janeiro, des esclaves et des familles d'origine européenne ont participé au mardi gras. Les « citrons parfumés », des boules de cire contenant de l'eau et, dans certains cas, de l'urine, étaient lancées par les fenêtres sur les passants.
À Pernambuco, les travailleurs des entreprises de transport de sucre et de marchandises se sont rassemblés pour la Festa de Reis, formant des processions portant des cercueils en bois et improvisant des chansons au rythme de la marche. À la fin du XVIIIe siècle, elle était déjà pratiquée sur tout le territoire. Beaucoup considéraient le mardi gras comme une fête sale et violente, ce qui n'empêchait pas la plupart des maîtres de libérer les esclaves pour qu'ils participent aux réjouissances. Avec le déménagement de la cour portugaise à Rio de Janeiro en 1808, les premières tentatives de civiliser la célébration du carnaval brésilien ont vu le jour, à travers l'importation de bals parisiens et de visites masquées, plaçant l'Entrudo Popular (mardi gras populaire) sous un contrôle policier strict.
À partir de 1830, une série d’interdictions s’ensuivit pour tenter, toujours sans succès, de mettre fin à cette fête grossière. La première danse du carnaval au Brésil a eu lieu en 1840 et, depuis lors, des blocs et des cordons de carnaval ont commencé à se former. En 1846, le groupe Zé Pereira (pt) apparaît à Rio de Janeiro. Jusque-là, les festivités se déroulaient au son de la musique européenne. Cependant, en 1899, le compositeur Chiquinha Gonzaga écrit la première marche de carnaval : la chanson Ó Abre Alas, réalisée spécialement pour le cordon de Rosa de Ouro. La première école de samba au Brésil, créée à Rio de Janeiro en 1929, s'appelait Deixa Falar. À partir des années 1970, à Rio de Janeiro et à São Paulo, les festivités perdent de leur vigueur et des sambadromes sont créés, où défilent actuellement les écoles de samba.

## Par région

### Sud-est

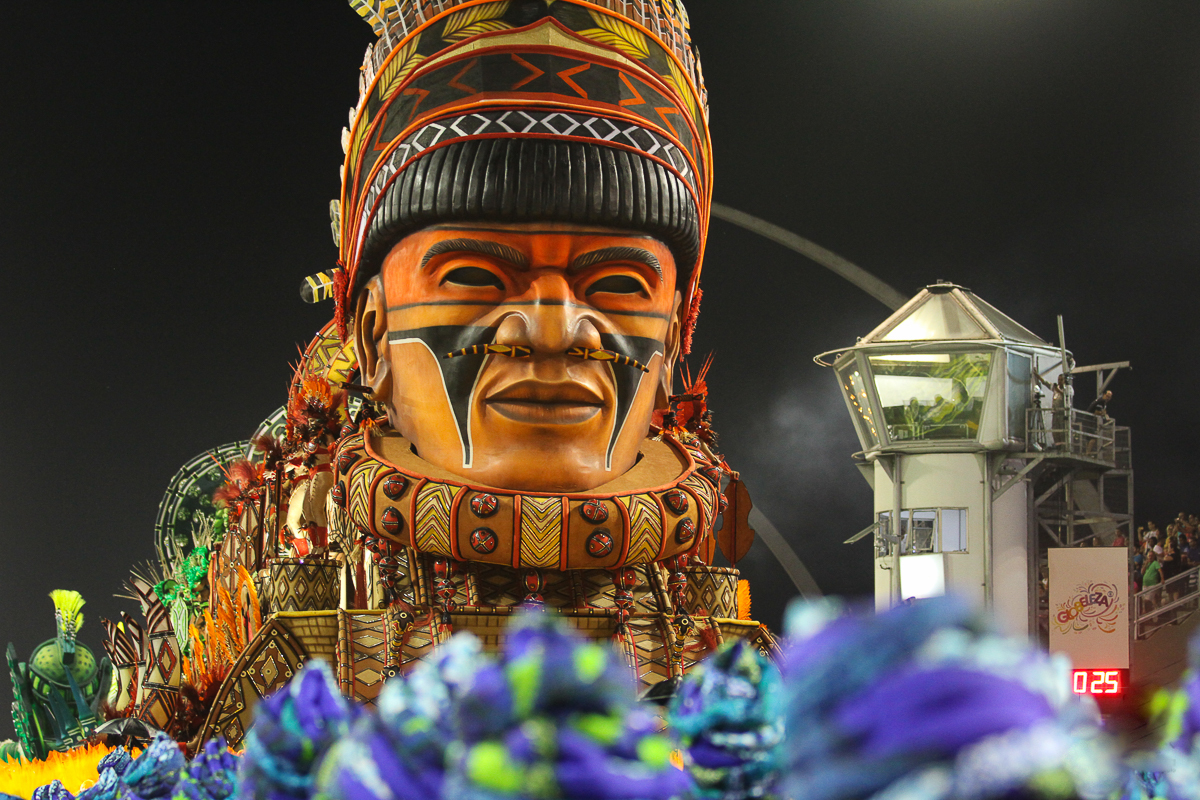
Char au Carnaval de São Paulo 2018.

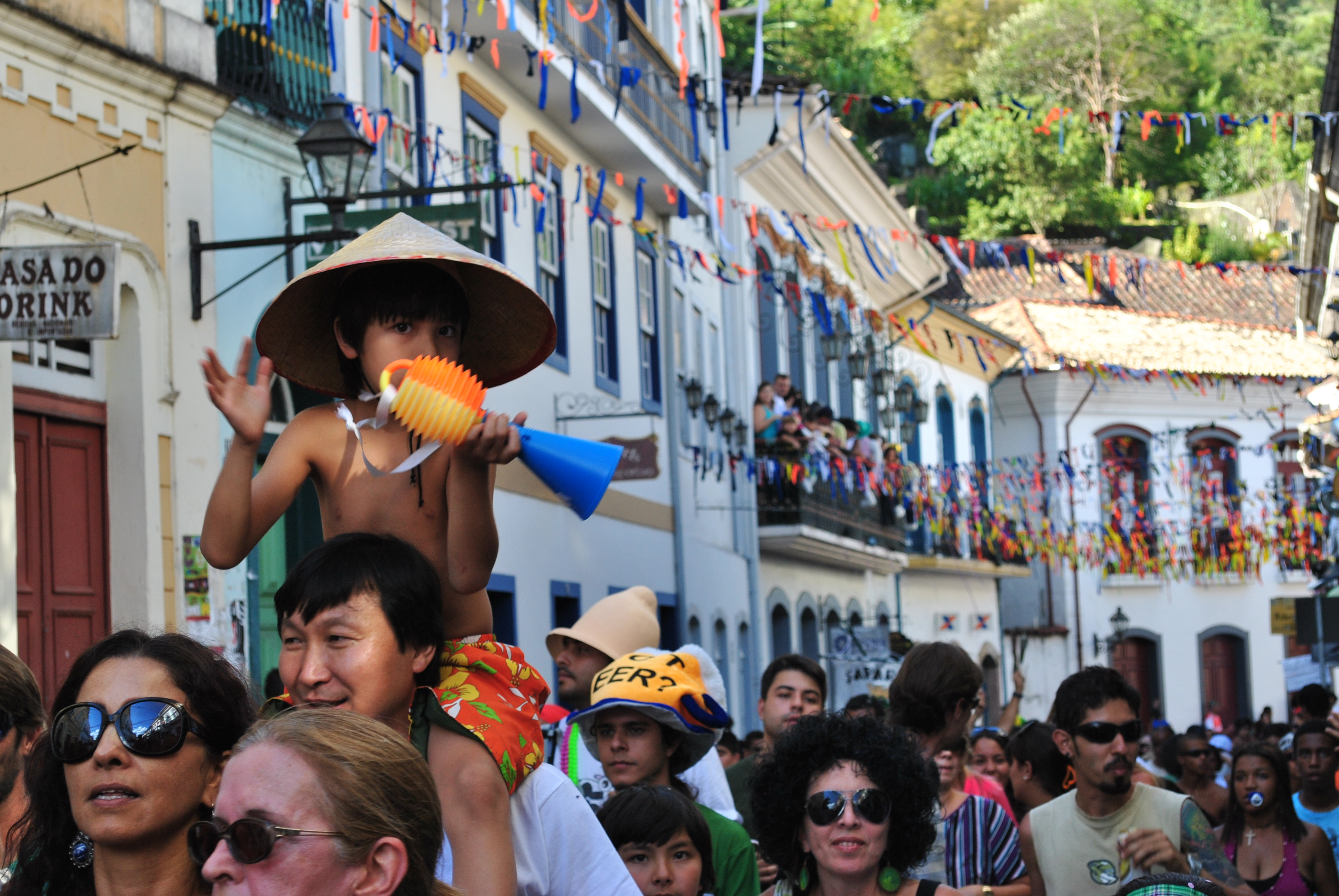
, Minas Gerais, en 2010.

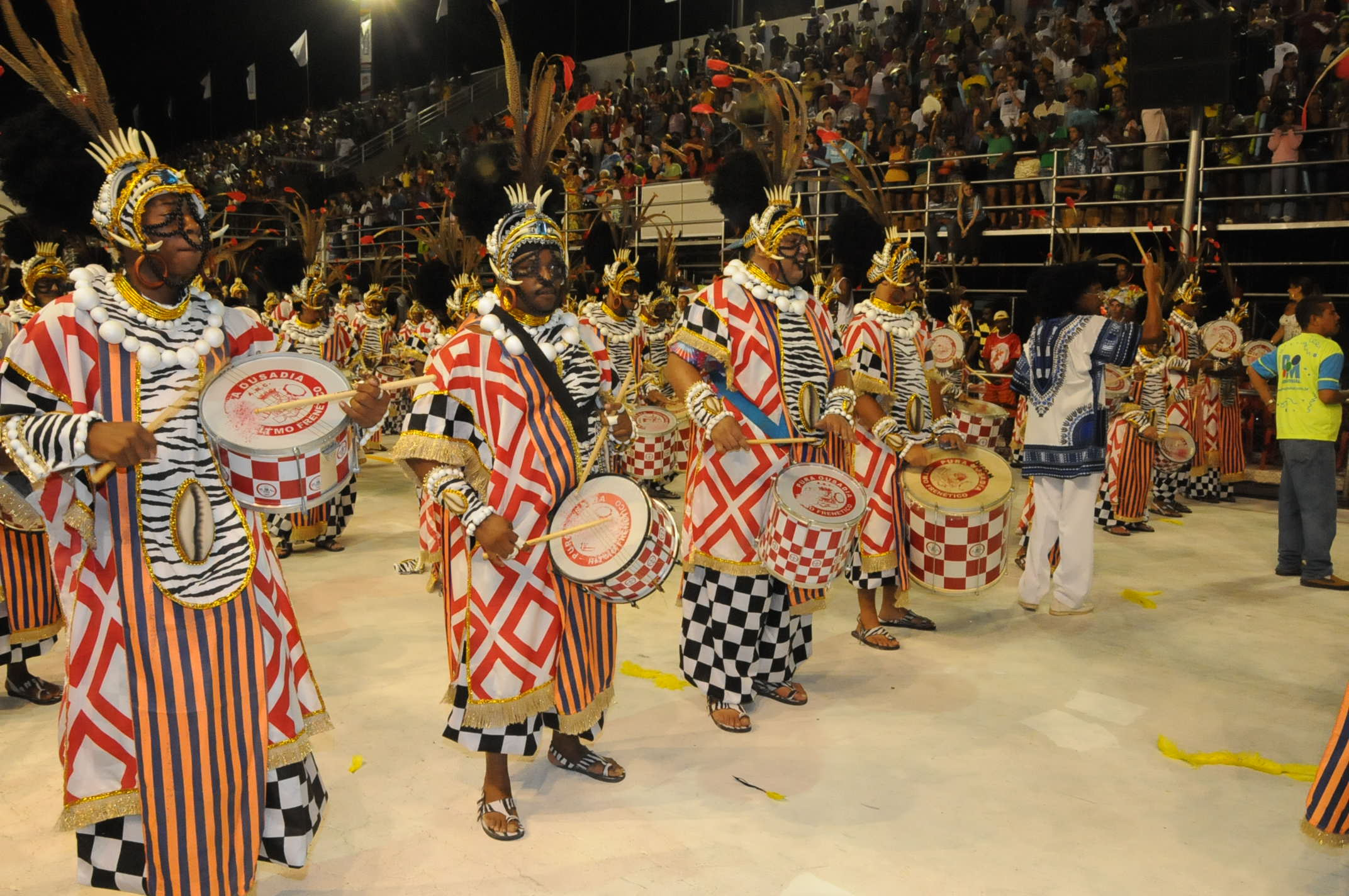
en 2009.

Le carnaval de rue de Rio de Janeiro est désigné par le Guinness World Records comme le plus grand carnaval du monde, avec environ deux millions de personnes par jour. Les écoles de samba sont de grandes entités sociales comptant des milliers de membres et défilent au Sambadrome Marquês de Sapucaí. Parmi les plus célèbres figurent Portela, Estação Primeira de Mangueira, Acadêmicos do Salgueiro, Beija-Flor de Nilópolis, Mocidade Independente de Padre Miguel, Imperatriz Leopoldinense, Unidos de Vila Isabel et, récemment, Unidos da Tijuca, Acadéticos do Grande Rio et União. de l'Île du Gouverneur. Les touristes locaux paient entre 500 et 950 dollars, selon le costume, pour acheter un costume de samba et danser lors du défilé. Une trentaine d’écoles à Rio rassemblent des centaines de milliers de participants. Les blocs de carnaval sont de petits groupes informels avec un thème défini dans leur samba, faisant généralement la satire de la situation politique. Plus de 440 blocs fonctionnent à Rio. Les groupes sont des groupes musicaux de samba, également appelés « groupes de carnaval de rue », généralement formés au sein d'un seul quartier ou d'un seul fond musical. En 2012, la chaîne industrielle de carnaval a accumulé près d'un milliard de dollars de revenus.
Le Carnaval de São Paulo comprend le défilé de l'école de samba au sambadrome d'Anhembi, des danses dans les clubs et blocs de rue. Actuellement, il est considéré comme l’un des événements populaires les plus grands et les plus importants du Brésil. Les célébrations du carnaval et la samba elle-même différaient un peu de la ville de Rio de Janeiro à la ville de São Paulo, à l'exception d'une nette différence dans le tempo de la cadence du son, c'est-à-dire, grosso modo, dans la vitesse, dans le tempo de la musique. Le chanteur de samba de São Paulo, habitué à la vie pénible dans les plantations de café et migrant vers la ville pour effectuer des travaux manuels, a fait ce que Plínio Marcos appelait « un travail de samba, dur, attiré par le batuque », contrastant avec le lyrisme et la cadence de la samba de Rio. De plus, la samba de São Paulo a été influencée de manière décisive par d'autres rythmes fortement percussifs. C'est à cette époque que commence la relation entre le carnaval et la loi : la répression policière subie par les danseurs de samba, menée durement et sans critères. Les sambistas, non seulement pendant le carnaval, mais tout au long de l'année, étaient considérés comme des marginaux et durement persécutés par les autorités. En 1933, la Coupe Arthur Friendenreich a été créée par le Frente Negra Brasileira (pt), dans le but de valoriser des groupes d'origine africaine, principalement liés aux caractéristiques rythmico-musicales et aux chorégraphies de la samba, qui jusqu'alors étaient exclues des compétitions officielles. Y ont participé Cordão da Barra Funda, Bloco do Boi, Cordão das Bahianas et Bloco da Mocidade. Grâce à l'influence de Rádio Nacional (pt), qui a commencé à diffuser les défilés du carnaval de Rio, est née en 1935 la Primeira de São Paulo, considérée comme la première école de samba de la ville. Cette année-là, des associations plus populaires ont été incluses dans le Carnaval officiel de la ville de São Paulo, qui a commencé à offrir des locaux, des stands, des infrastructures, en plus de soutenir et d'officialiser les championnats à travers le Conseil des célébrations, récréations et divertissements populaires de la Ville, ou les fédérations. À cette époque, il n'y avait pas encore de distinction claire à São Paulo entre les écoles de cordons, de blocs et de samba, qui défilaient en compétition.
Le Carnaval de Belo Horizonte (pt) a lieu depuis 1897, avant même l'inauguration de la ville,. Les festivités dans la capitale du Minas Gerais sont devenues plus organisées dans les années suivantes, avec la création de grandes sociétés de carnaval (pt), à l'instar de ce qui s'est fait à Rio de Janeiro. Le premier groupe de carnaval de Belo Horizonte s'appelait Club Demônios de Luneta, à partir de 1899. Dans les années suivantes, le cours de carnaval (pt) devient également célèbre. Dans les années 1950 et 1960, les journaux concurrents Estado de Minas et Folha de Minas ont promu des défilés pour déterminer celui qui organisait la meilleure fête. En 2017, Belo Horizonte a connu le plus grand carnaval de son histoire et le troisième du Brésil.
Le Carnaval de Vitória (pt), dont les défilés ont lieu à Sambão do Povo, a lieu avant le Carnaval officiel et a pris de l'importance lors de sa diffusion par Rede Bandeirantes, de 2013 à 2015.

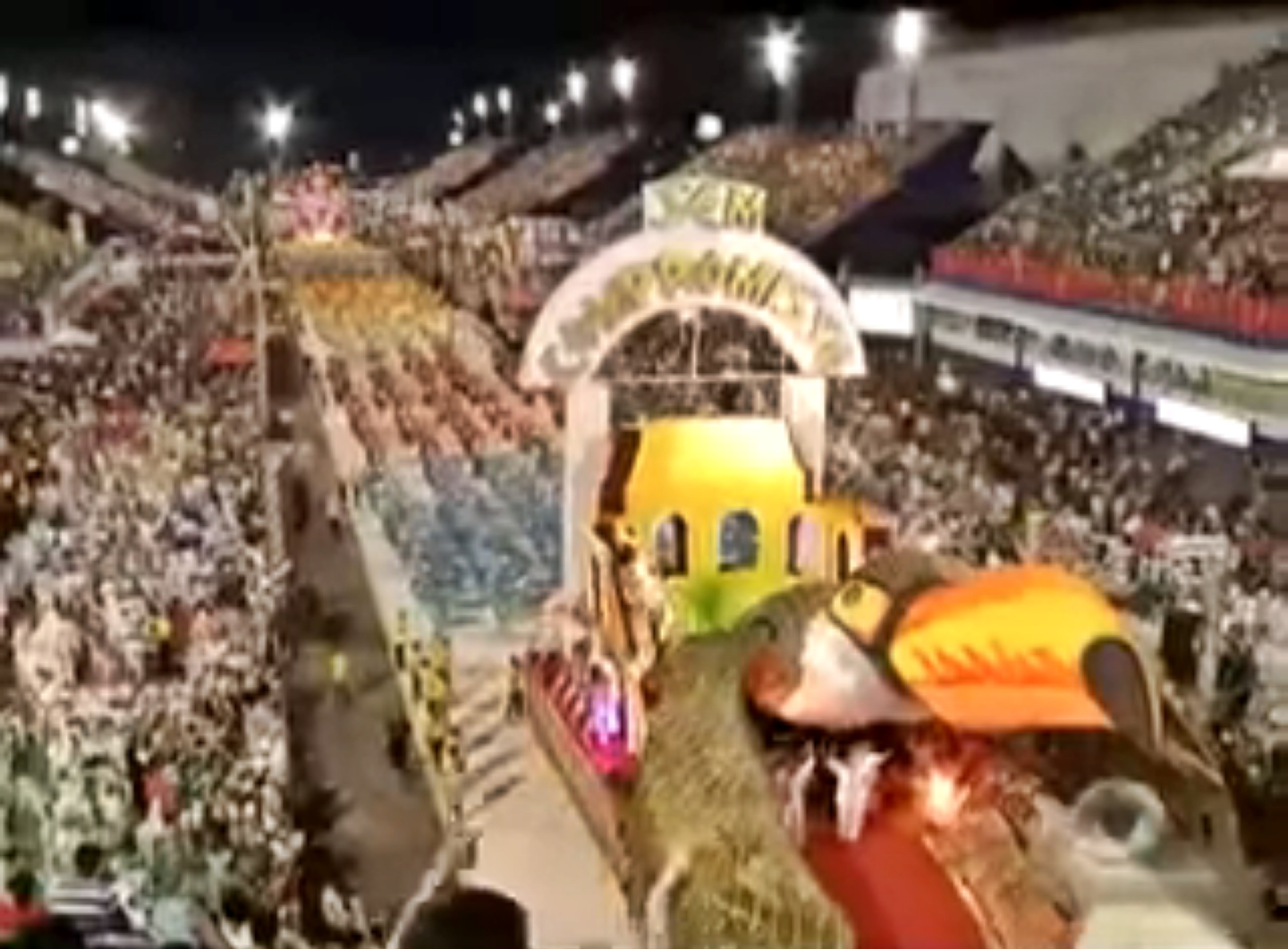
Char au en 2015.

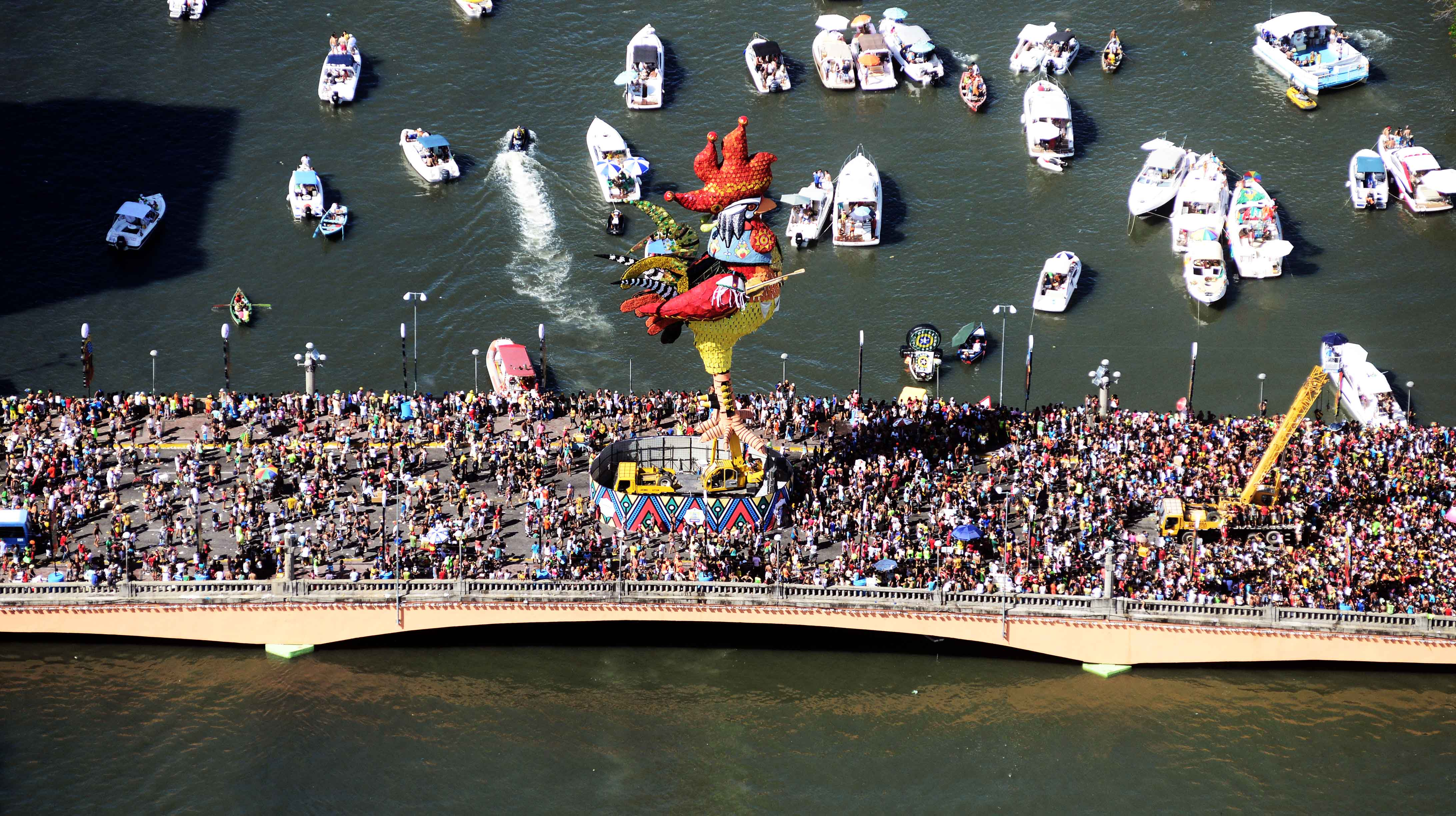
Le au Carnaval de Recife-Olinda en 2013.

### Nord et Nord-Est
Le Carnaval de Manaus (pt) rassemble une série d'attractions, la principale étant le traditionnel défilé de l'école de samba qui a lieu chaque année au Centre des Convetions de Manaus (pt), le plus grand sambodrome du pays en termes de capacité, pouvant accueillir plus de 100 000 personnes. Le défilé est considéré comme le troisième plus grand au Brésil et a été diffusé à l'échelle nationale par la défunte TV Manchete en 1994.
Le Carnaval de Pernambuco (pt) est marqué par le défilé du plus grand groupe carnavalesque du monde, Galo da Madrugada (pt). Ce défilé a lieu le premier samedi du Carnaval (samedi Zé Pereira), traverse le centre de Recife et a pour symbole un coq géant positionné sur le pont Duarte Coelho. Dans ce bloc, il existe une grande variété de rythmes musicaux, mais le plus présent est le frevo (un rythme caractéristique de Recife et Olinda déclaré patrimoine immatériel de l'humanité par l'UNESCO). En 1995, le Livre Guinness a déclaré le Galo da Madrugada comme le plus grand bloc de carnaval au monde.
Le carnaval de Salvador organise de grandes célébrations, notamment l'axé, une musique typique de l'État de Bahia. Un camion équipé de haut-parleurs géants et d'une plate-forme, où des musiciens jouent des chansons de genres locaux tels que l'axé, la samba-reggae et l'arrocha, parcourt la ville, suivi par une foule qui danse et chante. Trois circuits composent le festival. Campo Grande est le plus long et le plus traditionnel. Barra-Ondina est la plus célèbre, sur le front de mer de Praia da Barra et de Praia Ondina et Pelourinho.

## Cour royale
La cour royale du carnaval est le nom donné au cortège du carnaval, composé du roi Momo, de la reine et des princesses du carnaval, se déroulant dans tout le Brésil, de différentes manières, organisé en compétitions, par des ligues carnavalesques et des institutions publiques, liées au tourisme, comme Riotur (pt).

### Le Roi Momo

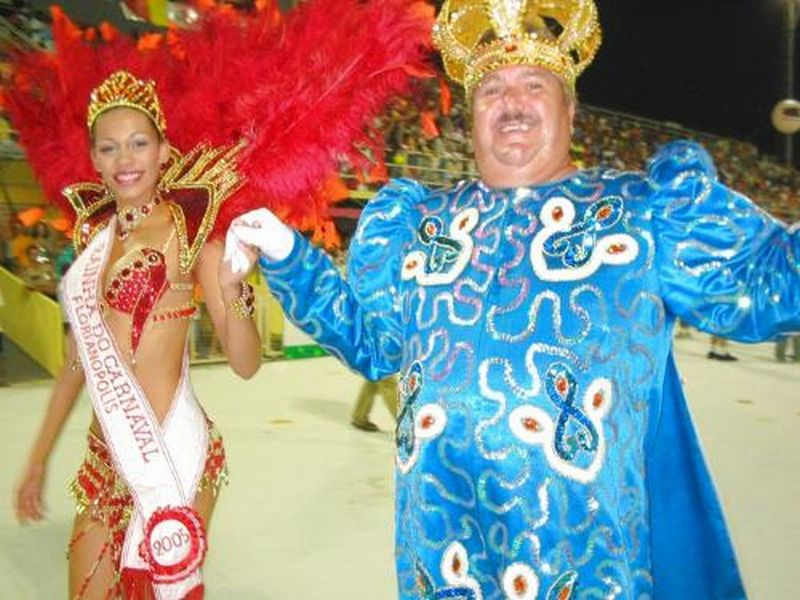
Le Roi Momo du Carnaval de Florianópolis en 2005.

Le roi Momo est considéré comme le propriétaire du Carnaval, qui commande les festivités, possédant une personnalité moqueuse, délirante et sarcastique. Issu de la mythologie grecque, il est le fils du sommeil et de la nuit, expulsé de l'Olympe parce qu'il s'amusait à ridiculiser les autres divinités. Il a été choisi pour décider quel dieu, parmi Zeus, Athéna et Poséidon, pouvait faire quelque chose de bien. Mais il a mis un défaut dans toutes ses créations.
Aujourd'hui, il existe un concours pour choisir le roi Momo dans plusieurs villes du Brésil, le plus médiatisé étant le carnaval de Rio de Janeiro. Pour être un rei-momo, il faut être très sympathique et respirer la joie, en plus de peser au moins 120 kilos. Cette dernière exigence a été abandonnée ces dernières années, compte tenu des problèmes de santé causés par l'obésité, et en 2004, un candidat mince a fini par être élu rei-momo.

### Reine et princesses
La reine et les princesses constituent le trio de beautés qui composent le cortège royal et, aux côtés du roi Momo, ouvrent les festivités du carnaval. Après le règne, beaucoup d'entre elles deviennent reines ou marraines des batteries,,, bien qu'il existe des cas de reines ou marraines des batteries qui sont devenues reines et princesses du carnaval.